# Daring Club Antoing
Daring Club Antoing was een Belgische voetbalclub uit Antoing. De club was bij de KBVB aangesloten met stamnummer 72. De clubkleuren waren rood-zwart.

## Geschiedenis
Daring Club Antoing werd opgericht op 5 april 1917. In 1926 trad de club toe tot de KBVB en kreeg hierbij het stamnummer 72. De club speelde zijn gehele bestaan in de provinciale reeksen van Henegouwen. Op 13 februari 1948 werd de club en daarbij ook het stamnummer geschrapt.